# Между двумя ливнями
«Между двумя ливнями» (англ. Between Showers, альтернативные названия — A Rainy Day / Charlie and the Umbrella / Between Shaves / In Wrong Thunder and Lightning / The Flirts) — короткометражный немой фильм с участием Чарли Чаплина. Премьера состоялась 28 февраля 1914 года.

## Сюжет
Два ухажёра стремятся помочь женщине перейти через поток, разлившийся по улице после недавнего ливня. Пока они ищут доски, женщине помогает полицейский. После этого один из ухажёров пытается отобрать у неё зонт, который он дал ей, а перед этим украл у полицейского. Другой поклонник вступает с ним в схватку.

## В ролях
- Чарли Чаплин — ухажёр
- Форд Стерлинг — соперник ухажёра
- Честер Конклин — полицейский
- Эмма Белл Клифтон — женщина